# Eduard Patrașcu
Eduard Patrașcu (n. 25 noiembrie 1979, Faraoani, județul Bacău, România) este un preot și profesor romano-catolic,  cunoscut pentru realizarea Bibliei de la Iași, traducere integrale a Sfintei Scripturi, în limba română, din anul 2013, împreună cu părintele Alois Bulai. Traducere pentru care s-au folosit textele ebraice (pentru Vechiul Testament, dar și Septuaginta, pentru textele deuterocanonice/apocrife) și textul grecesc pentru Noul Testament.
Biblia (tradusă de cei doi) este disponibilă gratuit, digital la bibliacatolica.ro

## Viața
A absolvit Școala Generală de 8 clase în anul 1994 la Faraoani, Liceul Seminarial în anul 1998 la Bacău și Seminarul Pontifical Roman din Roma, Italia, în anul 2003, obținând licența în Teologie. În perioada 1 august 2003 – 31 iulie 2007 a urmat studii postuniversitare la Institutul Biblic Pontifical din Roma, unde a obținut titlul de master în Studii biblice.
A fost sfințit preot la 29 iunie 2005 de către ep. Petru Gherghel. A activat ca și colaborator la Parohia „Sf. Iustin, martir, din Roma; vicar la Raducăneni (1 august 2007 – 1 mai 2008), Horlești (1 mai 2008 – 31 iulie 2009), Iași „Sf. Tereza a Pruncului Isus, Iași (1 august 2009 – 1 septembrie 2010).  Între 2008-2013 a lucrat împreună cu pr. Alois Bulai la traducerea întregii Biblii. Biblia tradusă de Alois Bulai și Eduard Patrașcu, de la apariție a fost publicată în mai multe ediții și formate. De la 1 septembrie 2013, Eduard Patrașcu este paroh la Traian, Neamț.
Din anul 2018 este coordonatorul zonei Europa Centrala si de Est a Federatiei Biblice Catolice (www.c-b-f.org) precum și membru al Comitetului Executiv al Federației Biblice Catolice .

## Publicații
1. „Ilie la Horeb”, în „Dialog Teologic” (2008).
2. „(Să) mai citim (și) Biblia?”, în „Analele Științifice ale Universității «Alexandru Ioan Cuza» din Iași, (Serie Nouă) Teologie Romano-Catolică”, 2009.
3. „Câteva nedreptăți sociale și identitatea lui Dumnezeu în Amos”, în „Studii Franciscane”, 2009.
4. Biblia, traducere și note (împreună cu pr. Alois Bulai), Sapientia 2013; 20162; 2020; 2023.
5. „In verbo tuo salvi” (coord.), volum omagial la împlinirea unui an de la lansarea traducerii Bibliei, Sapientia 2014.
6. Traian, istorie, spiritualitate și bună conviețuire, Iași 2017, volum monograficrealizat în colaborare.
7. La scoperta di Dio nel comportamento umano: l’esempio di Luca 10,29-27, în Parola&Parole, Monografie, 33/2022, Lugano (Elveția).
8. „Samariteanul”, Galaxia Guttenberg 2022.
9. Evangheliar interliniar sinoptic, Galaxia Guttenberg 2023.
10. La Bibbia in lingua romena: una traduzione, în Parola&Parole, 30/2024, Lugano (Elveția).
11. Biblia – valențe cultu(r)ale, în Columna, Revistă a Asociației cultural-științifice „Dimitrie Ghika – Comănești”, nr. 13/2024
12. Lumina cuvântului lui Dumnezeu, în Columna, Revistă a Asociației cultural-științifice „Dimitrie Ghika – Comănești”, nr. 13/2024.
13. Frământă(tu)ri biblice, Galaxia Guttenberg 2024 (în curs de publicare)